# فيليسيا بالينغر
فيليسيا بالينغر (Félicia Ballanger) هي لاعبة أولمبية لرياضة ركوب الدراجات من فرنسا. شاركت في الأولمبياد الصيفي في 1996–2000، وفازت بما مجموعه 3 ميداليات.

## الميداليات
| ذهب | فضة | برونز | المجموع |
| 3   | 0   | 0     | 3       |

## روابط خارجية
- فيليسيا بالينغر على موقع أرشيف الدراجات (الإنجليزية)
- فيليسيا بالينغر على موقع اللجنة الأولمبية الدولية (الإنجليزية)
- فيليسيا بالينغر على موقع أوليمبيديا (الإنجليزية)